# Испытательный полигон НАТИ
Испытательный полигон научно-исследовательской станции автотракторного института (Испытательный полигон НАТИ) — научно-исследовательский испытательный полигон бывшего автотракторного института, площадью около 100 га. Имеет в своём составе технологический водоём, два круглых трека, несколько бетонных и грунтовых испытательных дорог различной конфигурации, участок преодоления подъемов различной высоты. Находится под управлением АО «ФИИЦ М» (группа Ростех).

## История
В СССР в конце 60-х годов парк тракторов насчитывал более 2,5 млн ед., а ежегодный выпуск достигал 450 тыс. единиц. Динамично развивающееся сельское хозяйство требовало быстрого создания все более совершенных конструкций серийного производства, которые были невозможны без эффективной ускоренной системы испытаний. Поэтому постановлениями Правительства СССР № 606 от 3 августа 1966 г. и № 210 от 26 марта 1970 г. было принято решение о строительстве в Подмосковье современного полигона (трактородрома) для испытаний и доводки тракторов на базе научно-исследовательской станции автотракторного института. Созданием научной базы полигона занимались С. П. Козырев, Н. Н. Макаров, С. Д. Зайцев, С. Р. Зоробян, Б. Е. Поликер, А. А. Котов, К. П. Семилетова, В. И. Субботин, А. В. Зерков, А. А. Бурда, А. В. Кирилюк и др.
В 1980 г. приказом министра в соответствии с решением коллегии Госкомитета СССР по науке и технике станция преобразована в институт — подмосковный филиал (ПФ) НАТИ. Для проведения испытаний и экспериментальных исследований гусеничной техники, специальных колесных шасси (в том числе «плавающих»), а также проверки их технических характеристик в экстремальных условиях в интересах обеспечения обороноспособности страны в ПФ НАТИ был создан отраслевой научно-испытательный центр (ОНИЦ). Результаты испытаний боевой техники на полигоне служили основой принятия решений в части оснащения ею армии.